# سگ زامبی
سگ زامبی (به انگلیسی: Zombie dog)، یک جانور خیالی در سری بازی‌های ویدیویی ترسناک رزیدنت ایول از کپ‌کام است. این جانور اولین بار در بازی رزیدنت ایول در سال ۱۹۹۶ معرفی شده‌است و پس از آن به صورت دوره‌ای در مجموعه بازی‌ها و فیلم‌های رزیدنت ایول حضور داشته‌است. سگ زامبی در ابتدا یک سگ اهلی بوه است که از طریق روش ثانویه انتقال، یعنی خوردن غذا یا اورگانیسم حاوی ویروس-تی، به این ویروس آلوده شده‌است. سگ‌های زامبی با سربروس‌ها در مجموعه رزیدنت ایول تفاوت دارند؛ سربروس‌ها به عنوان یک سلاح بیولوژیکی طراحی شده‌اند اما سگ‌های زامبی به صورت عوارض جانبی ناخواسته در پی انتشار ویروس-تی شناخته می‌شوند.